# Бейкер (озеро, Нунавут)
Бе́йкер (англ. Baker Lake; название на инуктитут — Qamani’tuaq, «место где река расширяется») — озеро в регионе Киваллик территории Нунавут в Канаде.

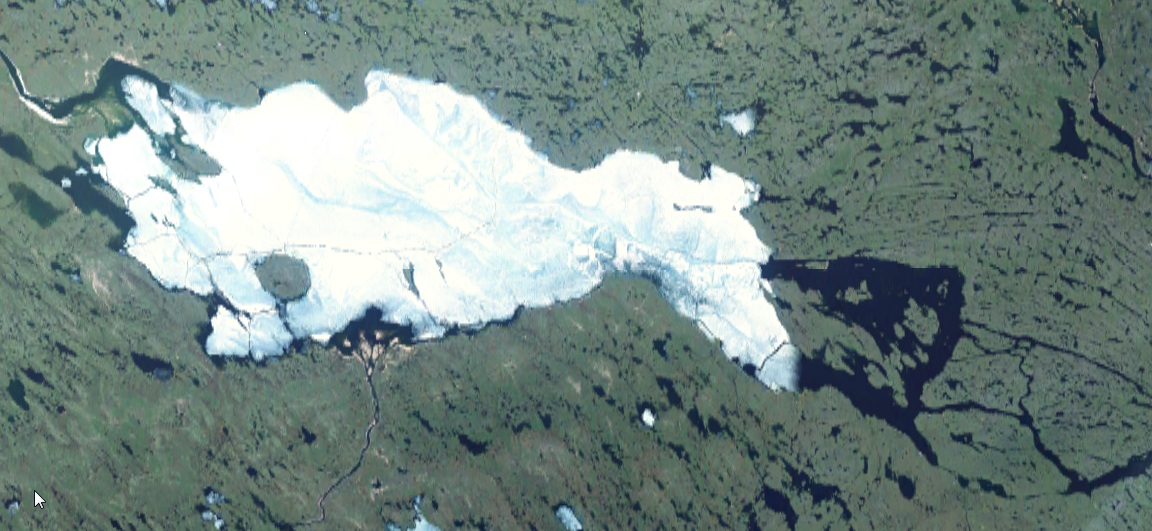
Озеро Бейкер. Аэрокосмический снимок NASA

## География
Озеро расположено в южной части канадской территории Нунавут. Одно из самых больших озёр Канады — площадь водной поверхности 1783 км², общая площадь — 1887 км², пятое по величине озеро территории Нунавут. Высота над уровнем моря 2 метра. С запада в озеро впадает река Телон, с юга — река Казан. Сток из озера в фиорд Честерфильд Гудзонова залива. Острова: Саглик, Арлук, Николс, Кристофер, Боуэлл. На северо-западном побережье озера, близ устья реки Телон, расположена деревня Бейкер-Лейк, являющаяся географическим центром Канады. К северу от озера Бейкер находится озеро Техек.
В летнее время озеро становится одним из центров любительского рыболовства. Специализация: озёрная форель, арктический голец и арктический хариус.

## История
В 1762 году Уильям Кристофер (англ. William Christopher) достиг озера Бейкер через фиорд Честерфилд. В западной части озера, недалеко от устья реки Телон расположена деревня инуитов. Хотя инуиты находились в этом районе в течение некоторого времени, первым внешним присутствием стал пост Королевской канадской конной полиции, открытый в восточной части озера в 1915 году. После этого в 1916 году в дельте реки Казан был открыт пост Компании Гудзонова залива, действовавший до 1930 года.